# Habenaria sacculata
Habenaria sacculata là một loài thực vật có hoa trong họ Lan. Loài này được (Balf.f. & S.Moore) T.Durand & Schinz mô tả khoa học đầu tiên năm 1894.